# Rhacophorus penanorum
Rhacophorus penanorum es una especie de anfibio anuro de la familia Rhacophoridae.

## Distribución geográfica
Esta especie es endémica del estado de Sarawak en Malasia, en la isla de Borneo. Se encuentra en el monte Mulu a unos 1650 m sobre el nivel del mar.

## Descripción
Rhacophorus penanorum mide hasta 35 mm para los machos. Su dorso va de verde claro de noche a marrón de día; Sus ojos también se oscurecen durante el día. Esta especie arbórea tiene pies palmeados y tiene membranas de piel en sus extremidades que le permiten deslizarse ligeramente y saltar hasta 15 m para alcanzar un árbol cercano o llegar al suelo. Para moverse a lo largo de los troncos, también tiene ventosas particularmente grandes. Hay al menos otras tres especies de "ranas voladoras" en Borneo.

## Etimología
Esta especie lleva el nombre en honor a los Penan.

## Publicación original
- Dehling, 2008: A new treefrog (Anura: Rhacophoridae: Rhacophorus) from Gunung Mulu, Borneo. Salamandra, vol. 44, p. 193-205[3]